# 6953 Дейвпірс
6953 Дейвпірс (6953 Davepierce) — астероїд головного поясу, відкритий 1 серпня 1986 року.
Тіссеранів параметр щодо Юпітера — 3,192.